# Cordillera Central (Bolivia)
La cordillera Central de Bolivia es un conjunto de montañas que divide las tres cuencas hidrológicas del país, además de contener las segunda cumbre más alta del país. Se caracteriza por tener una gran riqueza mineral. 
Comienza al norte en el nevado Chaupi Orco y los tres Palomanis hacia el sur hasta el Cerro Zapaleri, trifinio con Chile y Argentina.

## Secciones
Se divide en tres secciones: Septentrional o Real, Central y Meridional.

### Septentrional (Real)
En esta sección se encuentran los nevados de Chaupi Orco y los tres Palomanis. Es la más significativa de Bolivia y situada cerca de La Paz, el nevado Illimani, el Illampu, el Ancohuma, el Mururata y el Huayna Potosí todos con más de 6000 metros. Esta sección es muy famosa porque en ella se encuentra el observatorio meteorológico más alto del mundo, en el nevado de Chacaltaya además de ser la pista de esquí más alta del mundo.

### Central
En esta sección se encuentran el Sumac Orcko, así como los cerros Andacava y la estación ferroviaria Paso de Cóndor situada a una altitud de 4788 metros.

### Meridional (Austral)
Esta sección se caracteriza por su alta mineralización, ya que en ella se encuentran los mayores yacimientos de estaño. Su mayor cima es el Cerro Zapaleri de 5653 m s. n. m., en la frontera con Chile y Argentina.

## Principales glaciares

### Glaciar Zongo
- Posición: Huayna Potosí - Cordillera Real
- Coordenadas: 16°15′ S 68°10′ O
- Superficie de la cuenca estudiada: 3 km²
- Superficie cubierta por hielo: 2.1 km²
- Altitud de la cuenca: comprendida entre 4830 y 6000 metros de altura
- Exposición general: Sud en la parte alta, Sudeste en la parte baja
- Inicio del programa de estudio del glaciar: 1991

### Glaciar Charquini
- Posición: Cerro Charquini - Cordillera Real
- Coordenadas: 16°17′S 68°09′W
- Superficie del glaciar: 0,39 km²
- Altura de la cumbre del glaciar: 5340 m, del frente: 4940 m
- Exposición general: Sur
- Inicio del programa de estudio: 2002

### Glaciar de Chacaltaya
- Ubicación: Cordillera Real
- Coordenadas: 16°21′ S - 68°0TW
- Superficie de la cuenca: 0.52 km²
- Rango altitudinal de la cuenca: 5396 y 4700 metros de altitud sobre el nivel del mar
- Exposición general: Sud
- Inicio del programa de estudio: 1991

## Principales elevaciones

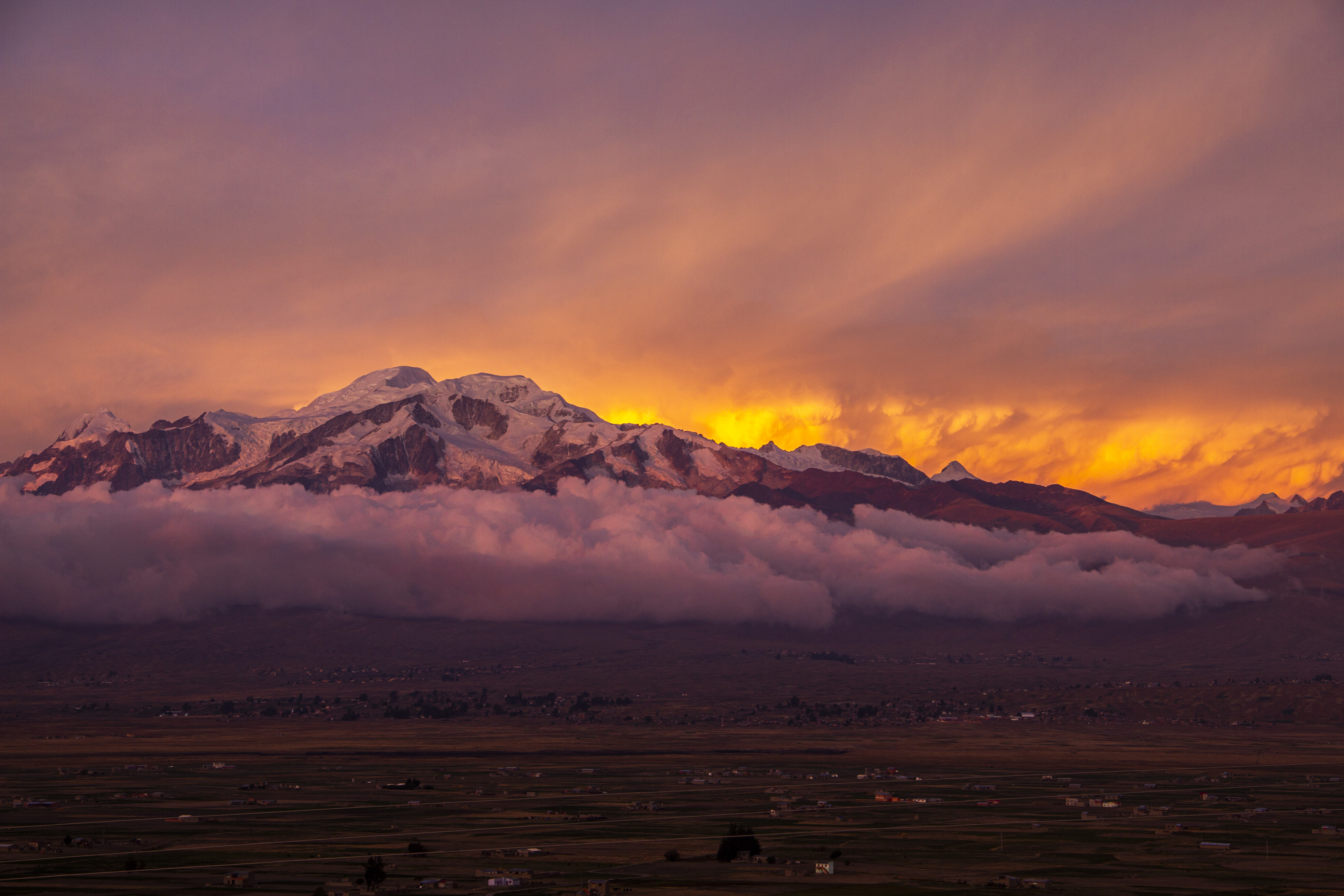
Illampu

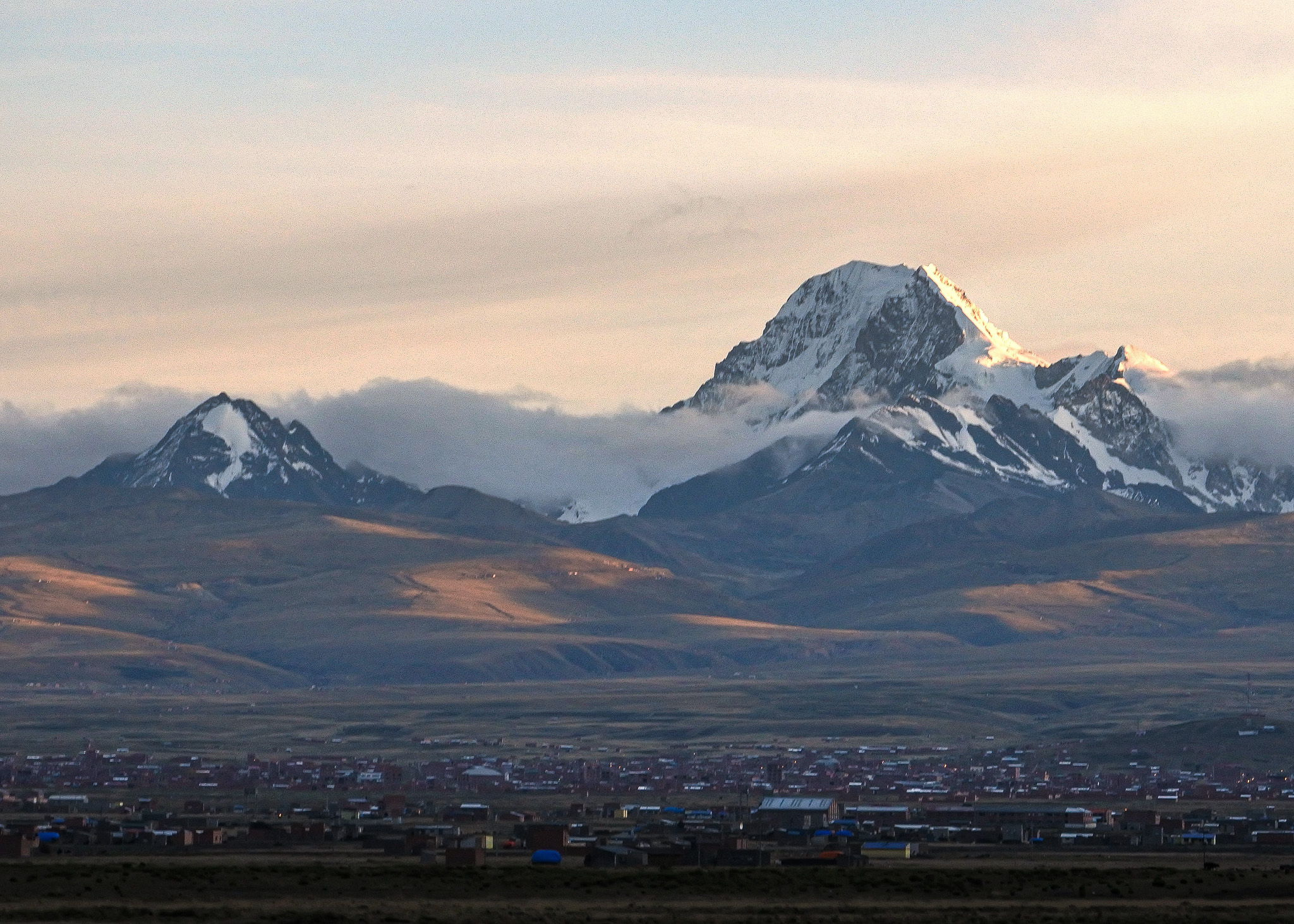
Huayna Potosí

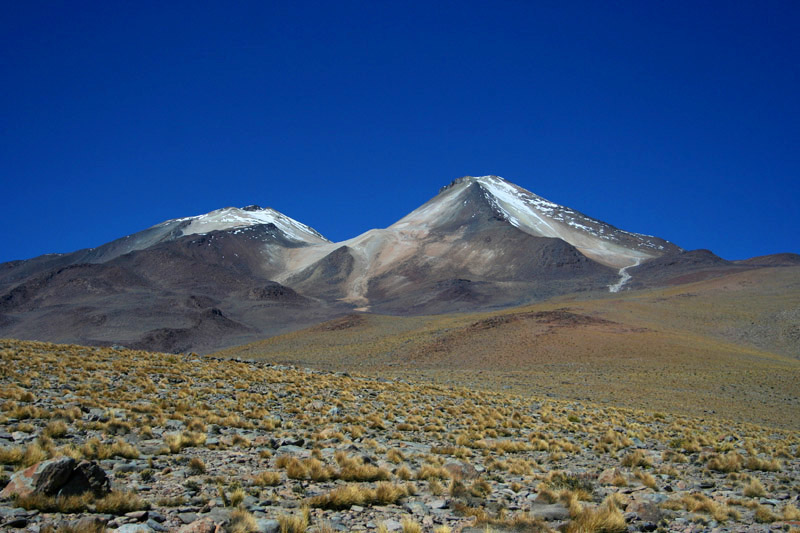
Uturuncu

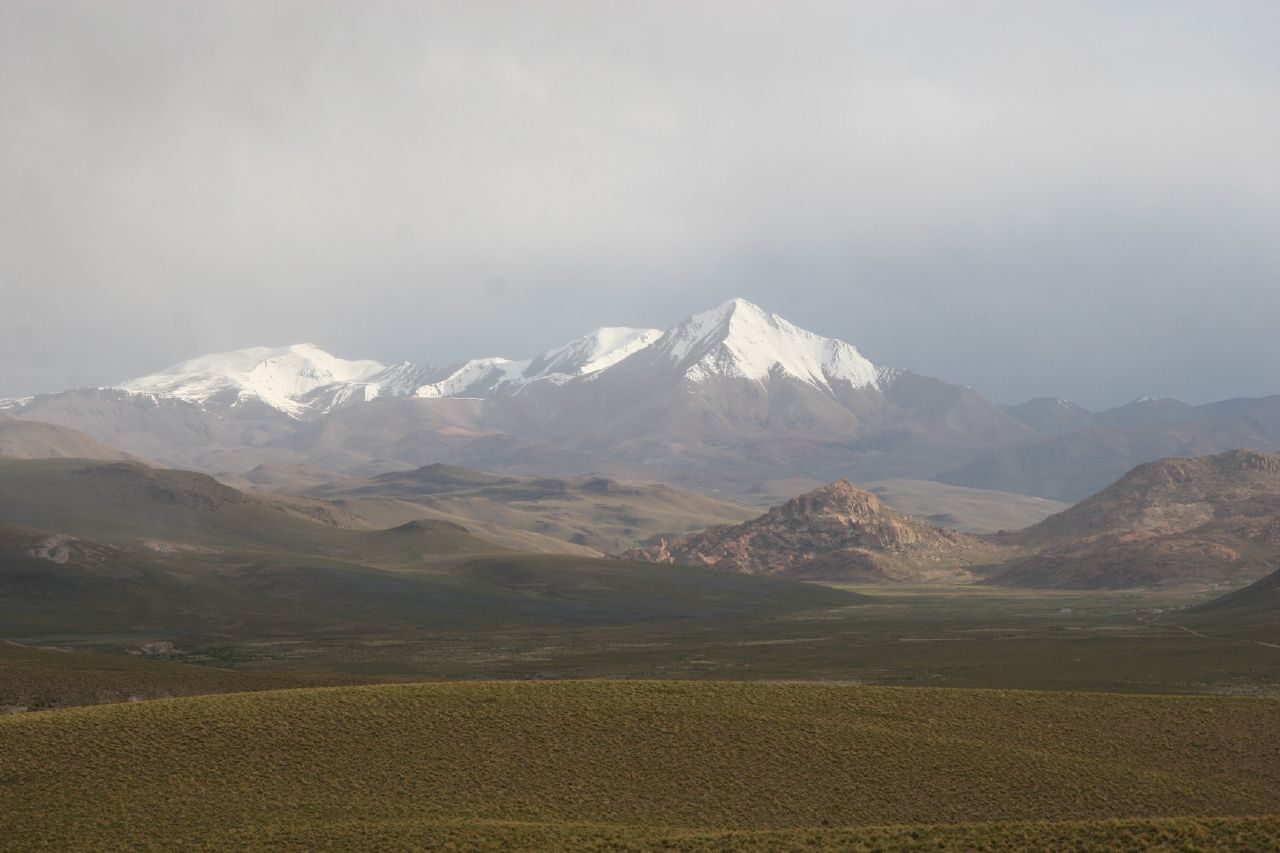
Cerro Lípez

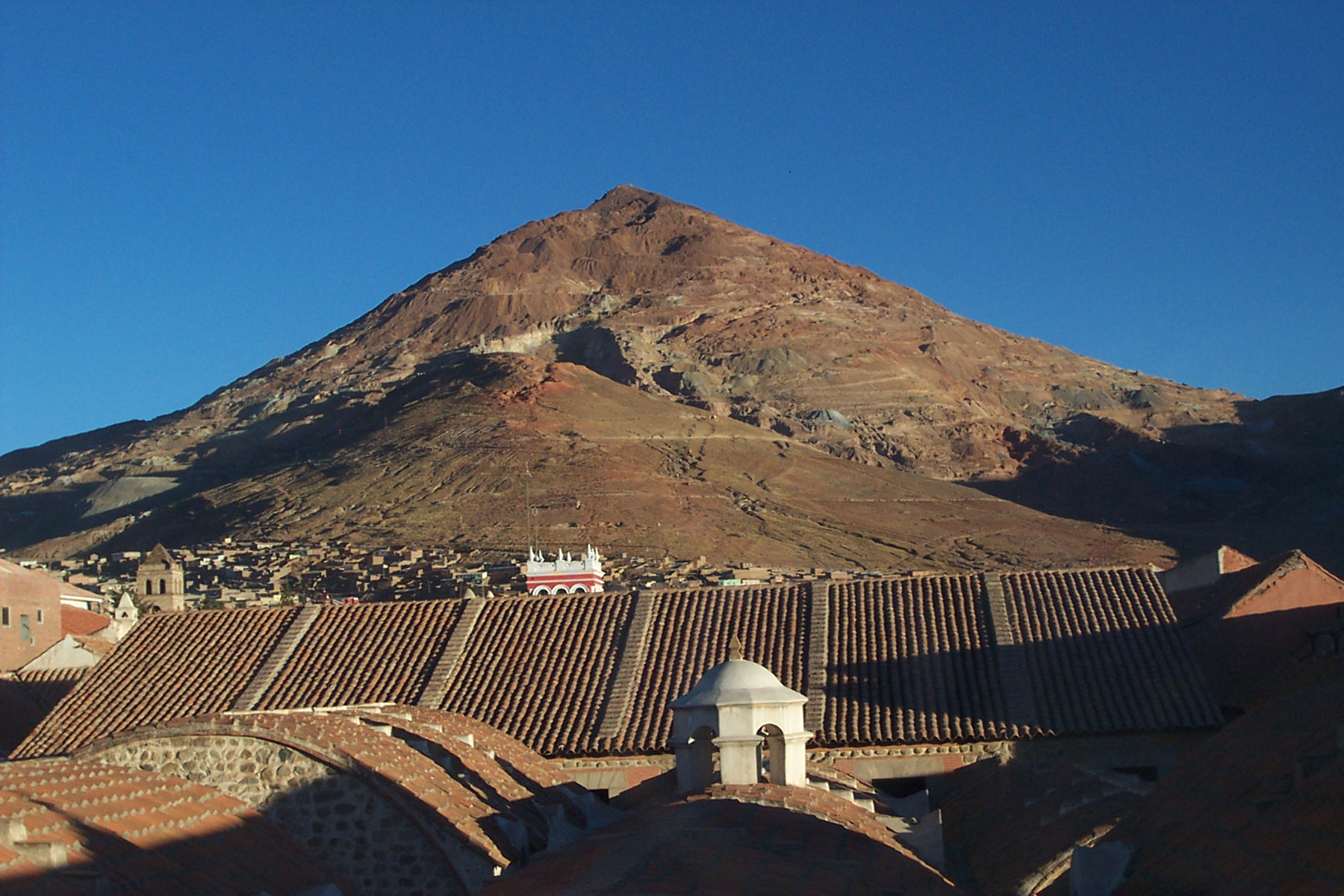
Cerro Rico

| Nombre               | Altitud m s. n. m. | Coordenadas                                  | Departamento / País        |
| -------------------- | ------------------ | -------------------------------------------- | -------------------------- |
| Illampu              | 6485               | 15°49′00″S 68°34′00″O / -15.81667, -68.56667 | La Paz                     |
| Illimani             | 6462               | 16°39′14″S 67°47′05″O / -16.65389, -67.78472 | La Paz                     |
| Ancohuma             | 6427               | 15°51′12″S 68°32′27″O / -15.85333, -68.54083 | La Paz                     |
| Chearoco             | 6127               | 15°56′00″S 68°26′00″O / -15.93333, -68.43333 | La Paz                     |
| Huayna Potosí        | 6088               | 16°16′00″S 68°01′00″O / -16.26667, -68.01667 | La Paz                     |
| Chachacomani         | 6074               | 15°59′05″S 68°22′53″O / -15.98472, -68.38139 | La Paz                     |
| Chaupi Orco          | 6044               | 14°27′00″S 69°00′05″O / -14.45000, -69.00139 | La Paz / Perú              |
| Uturuncu             | 6008               | 22°15′48″S 67°11′08″O / -22.26333, -67.18556 | Potosí                     |
| Cerro Lípez          | 5929               | 21°53′S 66°52′O / -21.883, -66.867           | Potosí                     |
| Cololo               | 5915               | 00°00′00″S 00°00′00″O / -0.00000, -0.00000   | La Paz                     |
| Soniquera            | 5899               | 00°00′00″S 00°00′00″O / -0.00000, -0.00000   | Potosí                     |
| Mururata             | 5869               | 00°00′00″S 00°00′00″O / -0.00000, -0.00000   | La Paz                     |
| Cerro Tinte          | 5849               | 00°00′00″S 00°00′00″O / -0.00000, -0.00000   | Potosí / Argentina         |
| El Toro (montaña)    | 5810               | 00°00′00″S 00°00′00″O / -0.00000, -0.00000   | Oruro                      |
| Palomani Grande      | 5730               | 00°00′00″S 00°00′00″O / -0.00000, -0.00000   | La Paz / Perú              |
| Nubi                 | 5710               | 00°00′00″S 00°00′00″O / -0.00000, -0.00000   | La Paz                     |
| Canisaya             | 5706               | 00°00′00″S 00°00′00″O / -0.00000, -0.00000   | La Paz                     |
| Montserrat Norte     | 5655               | 00°00′00″S 00°00′00″O / -0.00000, -0.00000   | La Paz                     |
| Cuchillo (montaña)   | 5655               | 00°00′00″S 00°00′00″O / -0.00000, -0.00000   | La Paz                     |
| Zapaleri             | 5653               | 00°00′00″S 00°00′00″O / -0.00000, -0.00000   | Potosí / Argentina / Chile |
| Katantica Central    | 5630               | 00°00′00″S 00°00′00″O / -0.00000, -0.00000   | La Paz                     |
| Ascarani             | 5580               | 00°00′00″S 00°00′00″O / -0.00000, -0.00000   | La Paz                     |
| Nuevo Mundo (volcán) | 5438               | 19°46′27″S 66°28′42″O / -19.77417, -66.47833 | Oruro                      |
| Negro Pabellón       | 5400               | 00°00′00″S 00°00′00″O / -0.00000, -0.00000   | Oruro                      |
| Akamani              | 5400               | 00°00′00″S 00°00′00″O / -0.00000, -0.00000   | La Paz                     |
| Cerro La Ramada      | 5399               | 00°00′00″S 00°00′00″O / -0.00000, -0.00000   | Potosí                     |
| Cerro Azanaques      | 5102               | 00°00′00″S 00°00′00″O / -0.00000, -0.00000   | Oruro                      |
| Cerro Rico           | 4782               | 19°37′08″S 65°44′59″O / -19.61889, -65.74972 | Potosí                     |